# Can (テレビ技術会社)
株式会社Can（よみ：キャン、商号：株式会社キャン）は、株式会社アンジュ・ド・ボーテ ホールディングスの傘下でテレビ番組におけるロケーション撮影・ENG技術を行う制作会社である。

## 沿革
- 2008年（平成20年）4月 - 株式会社アンジュ・ド・ボーテの技術部門として行われていたが、持株会社制として分社化の子会社となり設立。

## 主な担当作品

### テレビ番組

#### 現在
レギュラー番組
- 所さんの目がテン!（日本テレビ）
- もっと温泉・銭湯に行こう!（フジテレビワンツーネクスト）

単発・スペシャル番組
- 24時間テレビ 「愛は地球を救う」（日本テレビ）
- おもしろニュースグランプリ（テレビ朝日）

#### 過去
レギュラー番組
- 69★TRIBE ロック族（フジテレビ）
- Channel-a（エイベックス&イースト）
- お茶の間の真実〜もしかして私だけ!?〜（テレビ東京）
- The M（日本テレビ）
- ガールズ・ライク・マネー（日本テレビ）
- カウントダウン・ドキュメント 秒ヨミ!（中京テレビ）
- 美女放談（テレビ東京）
- 経済ドキュメンタリードラマ ルビコンの決断（テレビ東京）
- 美女学（テレビ東京）
- ズームイン!!SUPER（日本テレビ）
- 創作レストラン「田崎亭」（BS-TBS）
- 未来へのおくりもの（BS-TBS）
- ハロプロ!TIME（テレビ東京）
- ザ!世界仰天ニュース（日本テレビ）

単発・スペシャル番組
- 報道特別ドラマ『アース・クエイク 平成18年春・東京大震災』（日本テレビ）
- 鶴瓶のニッポン武勇伝 言わずに死ねるかっ!!我が家のスゴイ人GP（テレビ朝日）
- マモレ!絶滅ニンゲン（テレビ東京）
- 千の風になって ドラマスペシャル『実録ドラマ 死ぬんじゃない!〜宮本警部が遺したもの〜』（フジテレビ）
- Touch! eco 2008 明日のために…55の挑戦?スペシャル（日本テレビ）
- アスリート感動劇場 〜1億の心に響く物語〜（テレビ東京）
- 奇跡の生還! 九死に一生スペシャル（日本テレビ）

## 関連団体
- 株式会社アンジュ・ド・ボーテ ホールディングス（持株会社）
  - 事業グループ
    - e-naスタジオ